# Trojka (zaprzęg konny)

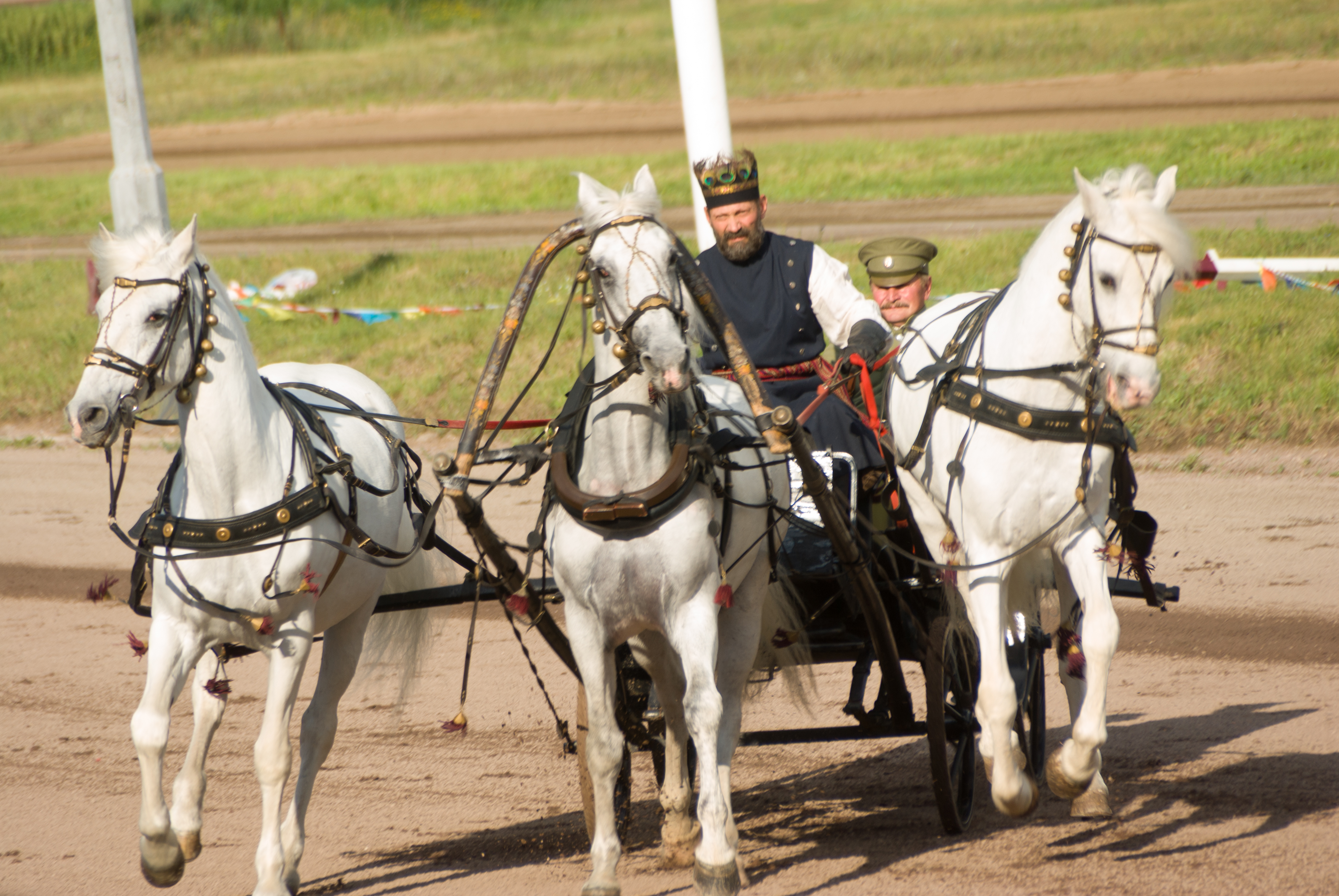
Trojka

Trojka (ros. тройка) – trójkonny zaprzęg popularny w Rosji, szczególnie przy saniach. W skład zaprzęgu wchodzą trzy konie: kłusak pośrodku, pomiędzy hołoblami, i dwa konie zaprzężone po bokach, ułożone tak, by koń zaprzęgany po lewej stronie galopował zawsze z lewej nogi i odwrotnie - mają więc łby zwrócone na zewnątrz zaprzęgu.